# Chodów (przystanek kolejowy)
Chodów – zlikwidowany wąskotorowy przystanek osobowy w Chodowie na linii kolejowej Charsznica Wąskotorowa – Kocmyrzów Wąskotorowy, w powiecie miechowskim, w województwie małopolskim, w Polsce.